# Ophionellus imitatorius
Ophionellus imitatorius är en stekelart som först beskrevs av Blanchard 1942.  Ophionellus imitatorius ingår i släktet Ophionellus och familjen brokparasitsteklar. Inga underarter finns listade i Catalogue of Life.